# Brun noir du pays
Le brun noir du pays ou brun noir du Jura (en allemand : Jura Schaf) est une race ovine originaire de Suisse, surtout présente dans les cantons du Plateau et aussi de l'Est de la Suisse. Elle représente 10 % du cheptel suisse. Elle ne doit pas être confondue avec le Braunes Bergschaf originaire du Tyrol et élevé aussi dans l'Engadine qui, lui, a les oreilles pendantes.

## Histoire
Il s'agit d'une race suisse très ancienne mentionnée au XIVe siècle et issue de moutons locaux, élevée à l'origine pour la finesse de sa laine foncée. Elle est uniformisée au début du XXe siècle grâce à une sélection rigoureuse et sans croisements avec d'autres races. La première description officielle est publiée en 1925. Plus tard, elle est améliorée avec le mouton à tête noire allemand pour ses qualités bouchères et avec quelques moutons d'Oxford.

## Description
Il s'agit d'un mouton de montagne rustique, sans cornes, à la robe brun foncé tirant sur le noir ou sur le beige. Il est de taille moyenne au corps solide, au dos large et rectiligne. Il a la tête et les pattes glabres de couleur noire. La tête est de longueur moyenne avec un mufle large.
Les brebis sont très prolifiques (2,2 agneaux par an) et bonnes laitières. Elles atteignent l'âge adulte à dix mois. Cette race est très facile à alper.